# Церква ікони Божої Матері «Одигітрія» (Аграфеновка)
Церква ікони Божої Матері «Одигітрія» (рос. Церковь иконы Божией Матери «Одигитрия») — православний храм Шахтинської єпархії в слободі Аграфеновка Ростовської області.
Адреса: Ростовська область, Родіоново-Несвітайський район, слобода Аграфеновка, вул. Освіти, 1а.

## Історія
Церква в слободі Аграфеновці Області Війська Донського — кам'яна, однопрестольна — була закладена 16 квітня 1844 року; освячена архієпископом Воронезьким і Задонським Ігнатієм 3 листопада 1846 року. Облаштований храм був на кошти поміщиці Марії Олексіївни Леонової. Із 1890 року при церкві було організовано сільське парафіяльне училище.
У радянські роки храм використовували як зерносховище. Останній настоятель Одигітрієвського приходу слободи Аграфеновки священик Микола Миколайович Зиков був розстріляний більшовиками. Реабілітований посмертно за відсутністю складу злочину.
З 2012 року в храмі відновилися богослужіння. В даний час в ньому регулярно звершується Божественна Літургія. 29 березня 2012 року настоятелем храму Одигітрієвської ікони Божої Матері села Аграфеновки призначений ієрей Антоній Геннадійович Бережний. В даний час в церкві на кошти прихожан ведуться ремонтно-відновлювальні роботи. Цікаво, що 2013 року під час земляних робіт знайшли старовинне било, що належало одному із дзвонів дореволюційного храму.